# Хуан Кабесас
Хуан Кабе́сас (ісп. Juan Cabezas або Juan de Grado) — іспанський (астуріанський) мореплавець та відкривач нових земель першої чверті 16 століття. Народився в місті Авілес у родині ідальго, та більшу частину життя плавав по Тихому та Атлантичному океанам. Вперше потрапив до Америки 1514 капітаном одного з кораблів у складі флотилії Педраріаса да Авіла та протягом кількох років займався активними дослідженнями території сучасної Панами. В 1624—1624 роках займався дослідженнями узбережжя Перу, куди здійснив дві експедиції. Протягом однієї з цих експедицій він відкрив острів Кокос. Пізніше займався дослідженнями Нікарагуа, а в 1631 році здійснив третю експедицію до Перу. Хуан Кабесас був другом відомого хроніста Ґонсало Фернандеса де Овьєдо, який описав багато з його подорожей.